# Rudolf Nováček

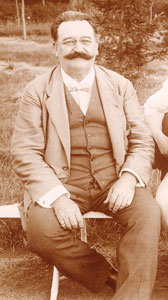
Rudolf Nováček

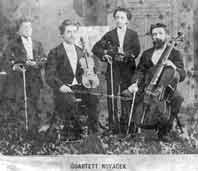
Das Nováček-Quartet

Rudolf Nováček (* 7. April 1860 in Bela Crkva; † 12. August 1929 in Prag) war ein tschechischer Dirigent und Komponist.

## Leben
Der Sohn des Komponisten Martin Nováček hatte ersten Musikunterricht bei seinem Vater und spielte mit ihm und zwei seiner vier Brüder ab 1877 im Streichquartett Kammermusikvereinigung Familie Nováček. Er studierte bis 1882 am Wiener Konservatorium bei Joseph Hellmesberger junior und wurde dann Militärkapellmeister in Pilsen, von 1884 bis 1886 in Prag. Hier entstand sein populärstes Werk, der Castaldo-Marsch, den er für das 28. Infanterieregiment schrieb.
Danach wirkte Nováček als Musiklehrer in Bukarest und als Dirigent in Russland, Holland und Deutschland. Schließlich ließ er sich in Berlin nieder. Hier führte Arthur Nikisch 1904 seine Sinfonietta für 8 Blasinstrumente auf, die so beliebt wurde, dass sie noch 1927 im neuen Medium des Rundfunks übertragen wurde.
Die Erkrankung seines Vaters nötigte ihn 1904, eine Stelle als zweiter Dirigent an der Hofoper Unter den Linden abzulehnen. Nach dessen Tod ließ er sich in Temesvár als Musiklehrer und Komponist nieder. Einige seiner Werke erschienen im Temesvárer Musikverlag Morawetz, so sein Violinkonzert in a-Moll. Weitere Kompositionen waren u. a. eine Bläsersinfonie (1888), ein Konzert für Cello und Klavier und verschiedene Klavierstücke.
Ein Versuch, sich nach dem Ersten Weltkrieg als Musikreferent der tschechoslowakischen Armee in Prag zu etablieren, scheiterte an seinen mangelnden Tschechischkenntnissen. Er starb 1929 an den Folgen einer Operation in Prag und wurde in Timișoara (ehemals Temesvár) beigesetzt. Auch seine Brüder Ottokar, Karl und Victor Nováček wurden als Musiker bekannt.

## Märsche (Auswahl)
- Ahoj!
- Benedek Jubiläums Marsch
- Castaldo-Marsch
- Defilier-March
- General Laudon Marsch
- Holzbach Marsch
- Jubiläumsmarsch
- Korridor Marsch
- My plzeňští hoši
- Na zdar naší výstavě
- Náš druhý milion
- Pochod ministra Národní obrany
- Radfahrer-Marsch (Cyklista)[1]